# Друзья (фильм)
«Друзья» — советский художественный кинофильм режиссёра Льва Арнштама, снятый в 1938 году. Сценарий фильма основан на эпизодах из биографии Сергея Кирова.

## Сюжет
После начала Гражданской войны молодой комиссар Алексей приезжает на Кавказ, чтобы организовать горцев для борьбы против белых. Горцы объединяются под руководством Алексея, и противник терпит поражение.

## В ролях
- Борис Бабочкин — Алексей
- Ирина Зарубина — Вера, жена Алексея
- Николай Черкасов — Бета, осетин
- Степан Каюков — Мусса, ингуш
- Котэ Даушвили — Умар, кабардинец
- Серафима Бирман — мать Муссы
- Иван Назаров — князь Анзоров
- Юлия Предтеченская — Айшет, сестра Муссы
- Александр Борисов — Назарка, казак
- Павел Гайдебуров — старик-осетин (нет в титрах)
- Евгений Гуров — Магомет (нет в титрах)
- Владимир Лукин — Петя (нет в титрах)